# بروکلین لی
بروکلین لی (انگلیسی: Brooklyn Lee؛ زاده ۱ ژوئن ۱۹۸۹) بازیگر پیشین پورنوگرافی از خانواده اهل آمریکا است.

## اوایل زندگی
لی در اوهایو زاده و بزرگ شد. او همچنین در کودکی در پورتوریکو، کنتاکی، نیویورک و کانادا هم زندگی کرد. مادرش تبار سوئدی و بومی آمریکایی دارد و پدرش پورتوریکویی است.

## جوایز

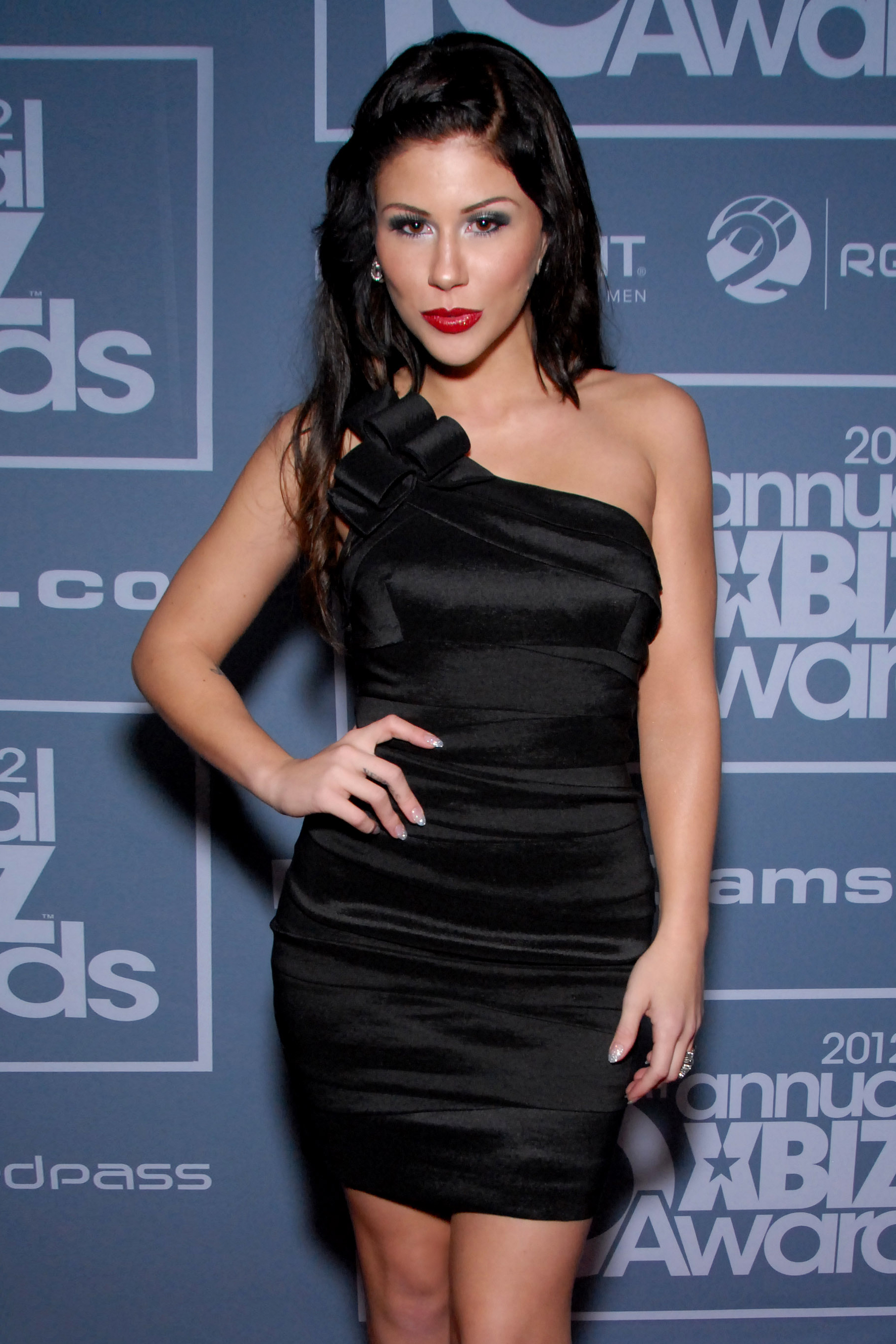
لی در سال ۲۰۱۲ در جایزه ایکس‌بیز

| سال  | مراسم              | بخش                                   | نام اثر                     |
| ---- | ------------------ | ------------------------------------- | --------------------------- |
| ۲۰۱۲ | جایزه ای‌وی‌ان       | بهترین سکس گروهی دختران               | Cherry 2                    |
| ۲۰۱۲ | جایزه ای‌وی‌ان       | بهترین ستاره نوشکوفا                  | —                           |
| ۲۰۱۲ | جایزه ای‌وی‌ان       | بهترین صحنه خارجی                     | Mission Asspossible         |
| ۲۰۱۲ | جایزه ای‌وی‌ان       | بهترین صحنه از دهان                   | American Cocksucking Sluts  |
| ۲۰۱۲ | جایزه ای‌وی‌ان       | بهترین صحنه سوپر (with Juelz Ventura) | American Cocksucking Sluts  |
| ۲۰۱۲ | جایزه ایکس‌آرسی‌او   | بهترین از راه دهان                    | —                           |
| ۲۰۱۳ | جایزه ای‌وی‌ان       | صحنه همه دختر                         | Brooklyn Lee: Nymphomaniac  |
| ۲۰۱۳ | جایزه ای‌وی‌ان       | بهترین صحنه از پشت                    | Oil Overload 7              |
| ۲۰۱۳ | جایزه ای‌وی‌ان       | بهترین صحنه سه نفره                   | Asa Akira Is Insatiable 3   |
| ۲۰۱۳ | جایزه ای‌وی‌ان       | بهترین صحنه سوپر                      | Voracious: The First Season |
| ۲۰۱۳ | جایزه ایکس‌بیز      | بازیگر مؤنث سال                       | —                           |
| ۲۰۱۳ | جایزه ایکس‌آر سی او | زن بدکاره                             | —                           |
| ۲۰۱۳ | جایزه ایکس‌آر سی او | بهترین از راه دهان                    | —                           |

سایر نامزدی‌ها
- نامزدی ایکس‌بیز در سال ۲۰۱۲[۱۴]
- نامزدی ای‌وی‌ان در سال ۲۰۱۴[۱۵]
- نامزدی ایکس‌بیز در سال ۲۰۱۴[۱۶]
- نامزدی ای‌کس‌آرسی‌او در سال ۲۰۱۴[۱۷]